# Trapszewicze
Trapszewicze (biał. Трапшавічы; ros. Трапшевичи) – chutor na Białorusi, w obwodzie witebskim, w rejonie postawskim, w sielsowiecie Komaje.
Dawniej używana nazwa – Tropczewicze.

## Historia
W czasach zaborów wieś w okręgu wiejskim Korolewce, w gminie Komaje, w powiecie święciańskim Imperium Rosyjskiego. W 1866 roku liczyła 221 mieszkańców w 22 domach. Należała w części do dóbr Korolewce, Majewskich; w części do dóbr Czerniaty, Machcewiczów; w części do dóbr Serwiliszki, Czechowiczów . W 1905 roku wymieniono Trapszewicze 1, 2 i 3. Trapszewicze 1 liczyły 120 mieszkańców, 127 dziesięcin; Trapszewicze 2 liczyły 55 mieszkańców, 82 dziesięciny; Trapszewicze 3 liczyły 59 mieszkańców, 97 dziesięcin.
W dwudziestoleciu międzywojennym wieś leżała w Polsce, w województwie wileńskim, w powiecie święciańskim, w gminie Komaje.
W 1931 w 46 domach zamieszkiwały 204 osoby.
W wyniku napaści ZSRR na Polskę we wrześniu 1939 miejscowość znalazła się pod okupacją sowiecką. 2 listopada została włączona do Białoruskiej SRR. Od czerwca 1941 roku pod okupacją niemiecką. W 1944 miejscowość została ponownie zajęta przez wojska sowieckie i włączona do Białoruskiej SRR.
Do 2004 roku w sielsowiecie Mieguny.